# Halopteris valdiviae
Halopteris valdiviae är en nässeldjursart som först beskrevs av Eberhard Stechow 1923.  Halopteris valdiviae ingår i släktet Halopteris och familjen Halopterididae. Inga underarter finns listade i Catalogue of Life.